# Польові дослідження

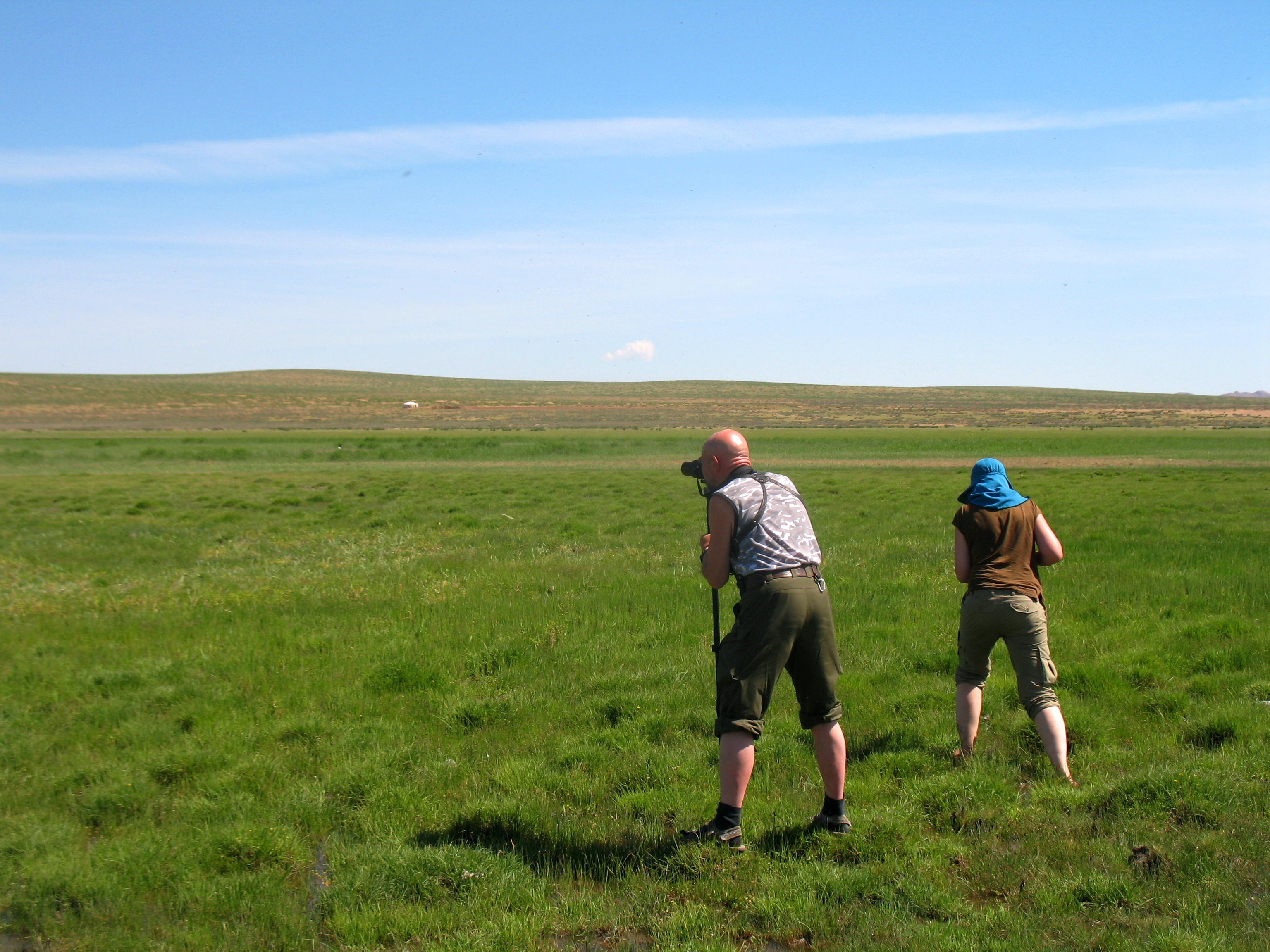
Робота орнітологів. Члени експедиції спостерігають за даурським журавлем (Grus vipio) на гніздуванні. Монголія, 2018

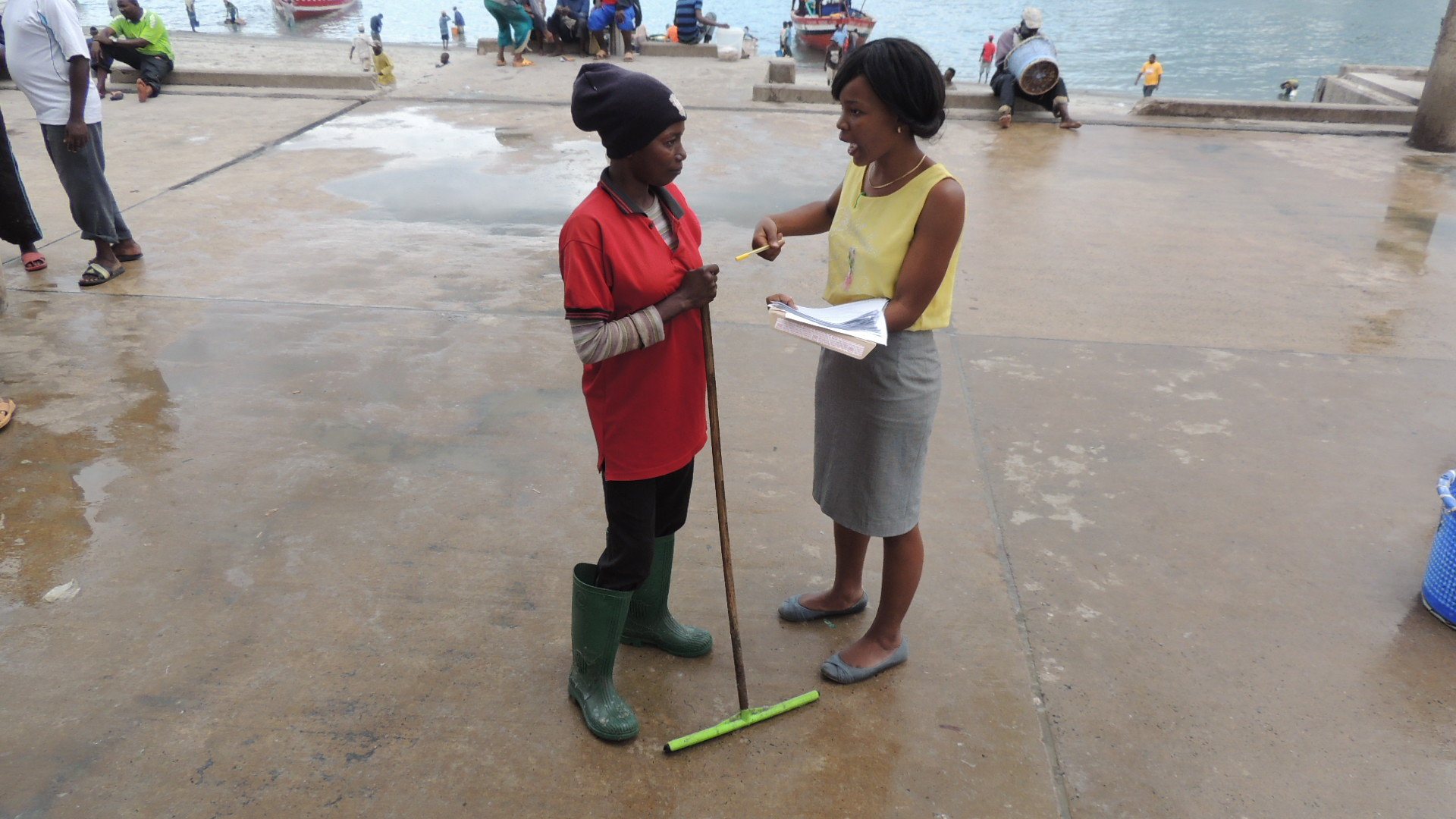
Дослідниця довкілля спілкується з працівницею рибного ринку. Танзанія, 2016

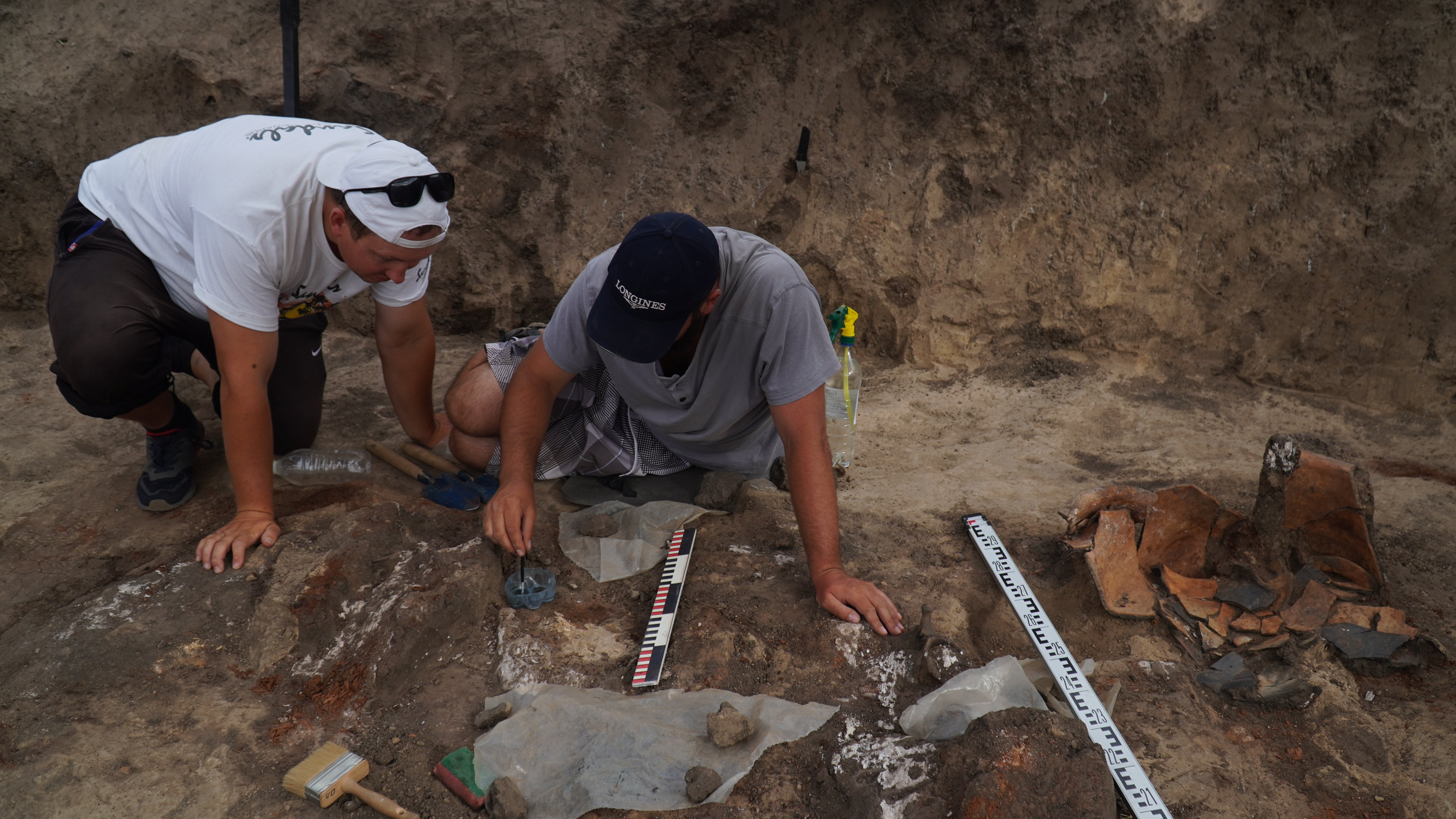
Археологічне дослідження кургану скіфської доби (Більське городище). Більська археологічна експедиція ІА НАНУ

Польові дослідження, польові роботи (англ. Field research, нім. Feldforschung) — загальний термін для позначення робіт по збору первинних (сирих, англ. raw) даних. Термін вживають переважно в природничих і соціальних науках: біологія, екологія, охорона довкілля, картографія, геодезія, геологія, географія, геофізика, палеонтологія, археологія, антропологія, лінгвістика, соціологія тощо. Також термін вживають в інших галузях, наприклад, в аудиті.
В науковій методології термін відомий, як польові дослідження.
В охороні здоров'я термін польові роботи вживають в епідеміології щодо збору даних про епідемічну обстанову (патогенне середовище, вектори розповсюдження, соціальні і сексуальні контакти тощо).
Польова робота, яка проводиться на місцевості (поза приміщенням або спрямована на об'єкти дослідження поза приміщенням лабораторії), може бути протиставлена лабораторним або експериментальним дослідженням, які проводяться в квазікерованому (підконтрольному) довкіллі. Останні часто називають камеральними роботами або дослідженнями.